# Полиграф Полиграфыч
Полиграф Полиграфыч — команда Высшей лиги КВН (с 2009 года), представляет город Омск. На Первом канале дебютировала в 2007 году в Гала-концерте сочинского фестиваля КВН.

## История команды

### Возникновение команды
Команда КВН «Полиграф Полиграфыч» появилась в Омском Государственном Техническом университете осенью 2000 года на базе химико-полиграфического факультета.
В 2002 году команда дошла до финала городского турнира КВН, где проиграла более опытным соперникам.
В следующем сезоне «Полиграф Полиграфыч» отправляется на Международный фестиваль команд КВН в городе Сочи и становится участником Центральной лиги МС КВН «КВН-Азия» в Красноярске. Несмотря на поражение в полуфинале, команда выигрывает традиционный Кубок Вицина. Эта победа дает право участвовать в финале «КВН-Азия». Но в финале осенью 2003 года «Полиграф Полиграфыч» занимает всего лишь пятое место.
После фестиваля «КиВиН-2004» в Сочи ребята принимают решение играть в Лиге «КВН-Азия» ещё один сезон. Одержав победы во всех играх сезона, команда выходит в финал, где в упорной борьбе занимает лишь третье место.
Сезоны 2005 и 2006 годов «Полиграф Полиграфыч» проводит в Первой лиге в Тюмени и Санкт-Петербурге, где становится, соответственно, вице-чемпионом и полуфиналистом.

### Появление на Первом канале
На Сочинском фестивале команда попадает в Гала-концерт фестиваля с 20-секундным выступлением, а также становится участником телевизионной Премьер-лиги КВН.
В этом сезоне команда доходит до полуфинала, запомнившись озвучкой видеоролика «Шоколадные вафли» .
Более успешным стал для команды 2008 год. Команда становится чемпионом Премьер-лиги КВН, разделив первое место с командой КВН «Триод и диод» из Смоленска.
После фестиваля «КиВиН-2009» команда «Полиграф Полиграфыч» попадает в Высшую лигу КВН.

### Высшая Лига
Именно начиная с сезона в Высшей лиге в 2009 году команда начинает использовать собственный стиль игры. Появляется девиз команды: «Кое-где придётся подумать», намекающий на некоторую заумность шуток.
После четвертьфинальной игры команда «вылетает» из лиги, но благодаря слову председателя жюри Константина Львовича Эрнста попадает в полуфинал, который снова проигрывает.
Проигравшие участники полуфинальных игр участвуют в Спецпроекте. Две победившие команды попадают в финал. В игре принимали участие «Полиграф Полиграфыч», Сборная Краснодарского края, «СОК», «Станция Спортивная», СТЭПиКо, «Фёдор Двинятин и СК РОСТРА». По итогам игры в финал попадают «Фёдор Двинятин и СК РОСТРА» и Сборная Краснодарского края.
По итогам фестиваля «КиВиН-2010» «Полиграф Полиграфыч» вновь попадает в Высшую лигу КВН.
Команда сменила форму на строгие костюмы, а также решила «приблизить свой юмор к народу». Но члены жюри этого не оценили. «Полиграф Полиграфыч» проигрывает первую же игру сезона, но добирается в четвертьфинал.
Четвертьфинал же оказался для «Полиграфов» достаточно успешным — наравне с командами «Кефир» и «Винницкие перцы» они заняли второе место и прошли в полуфинал. Команда едет в Юрмалу на фестиваль Голосящий КиВиН 2010, но в итоге становится единственной из прибывших команд, не попавшей в финальный концерт. В полуфинале команда уступила Казахам и Сборной Краснодарского края, которые затем в финале заняли два первых места.
В 2011 году «Полиграф Полиграфыч» снова был взят в Высшую лигу, обновив состав — в команду перешла Ольга Климентьева (Некрасова) из команды «7 холмов». Но уже в ⅛ команда заняла последнее место, закончив свою карьеру в Высшей лиге.

## После КВН
Многие участники команды сохранили работу в области развлечений. Поначалу работали авторами для других команд КВН. Кирилл Рубаненко — снялся в клипе рэп-исполнителя «Slim» «Звезды Свет». Капитан команды Илья Швецов под псевдонимом Швед стал участником отборочного раунда шоу «Открытый микрофон», в итоге прошёл в телевизионный сезон и дошёл до финала, где уступил 47-летней Елене Новиковой. С 2021 года Илья Швецов является соведущим программ «Факты» и «Аргументы» (вместе с Александром Якушевым из команды ПриМа) на YuoTube-канале «LABELSMART». Принимает участие и в других программах этого канала. В 2018-м году участники команды стали сценаристами комедийного сериала «Год культуры» для телеканала ТНТ. Константин Переход развивает ИТ продукты.

## Состав
- Илья Швецов (капитан команды)
- Илья Мотовилов
- Вадим Пушкарёв
- Константин Переход
- Кирилл Рубаненко
- Александр Туркин
- Алексей Николаев
- Александр Николаев